# Orbilia auricolor
Orbilia auricolor är en svampart som först beskrevs av A. Bloxam, och fick sitt nu gällande namn av Pier Andrea Saccardo 1889. Orbilia auricolor ingår i släktet Orbilia och familjen vaxskålar.  Artens status i Sverige är: Ej påträffad. Inga underarter finns listade i Catalogue of Life.